# La Riba (kommun)
La Riba är en kommun i Spanien.   Den ligger i provinsen Província de Tarragona och regionen Katalonien, i den östra delen av landet, 400 km öster om huvudstaden Madrid. Antalet invånare är 659. Arean är 8,0 kvadratkilometer. La Riba gränsar till Montblanc, Vilaverd, Valls, Alcover och Mont-ral. 
Terrängen i La Riba är kuperad.